# Izdebno Kościelne
Izdebno Kościelne (prononciation : [izˈdɛbnɔ kɔɕˈt͡ɕɛlnɛ]) est un village polonais de la gmina de Grodzisk Mazowiecki dans le powiat de Grodzisk Mazowiecki de la voïvodie de Mazovie dans le centre-est de la Pologne.
Il se situe à environ 7 kilomètres au nord-ouest de Grodzisk Mazowiecki (siège du powiat) et à 34 kilomètres à l'ouest de Varsovie (capitale de la Pologne).

## Histoire
Jusqu'au début du XVIIIè siècle le domaine appartient à la famille Izdebiński. Par la suite la propriété passe aux Szymanowski, notamment Michał Szymanowski, staroste de Wyszogród. Il y érige l'église et son chateau. À sa mort vers 1790 ses héritières sont sa veuve et les deux filles du mariage, le fils étant décédé très jeune. La starostine y élève la jeune future romancière Clémentine Tanska Hoffman, fille de ses amis. En 1810 l'ainée des filles, Dorothée, épouse un militaire français, Pierre Galichet, originaire de Passavant-en-Argonne en Champagne, arrivé en Pologne avec la Grande Armée. Le mariage n'est que le second sur le territoire du Grand duché de Varsovie qui soit convenu selon le Code napoleonien. Parmi les témoins en l'église d'Izdebno sont ses collègues, Pierre Charles Bontemps et Jean-Baptiste Mallet de Grandville.. En 1826 Galichet s'installe dans les biens de sa femme et avec l'aide de la famille de sa conjointe y aménage une industrie rurale: une des premières sucreries du pays et une méthode moderne de distillation pour produire l'eau-de-vie. Galichet disparait en 1846. Le domaine sera vendu à l'historien, Józef Kazimierz Plebański en 1866.
De 1975 à 1998, le village appartenait administrativement à la voïvodie de Varsovie.

## Références

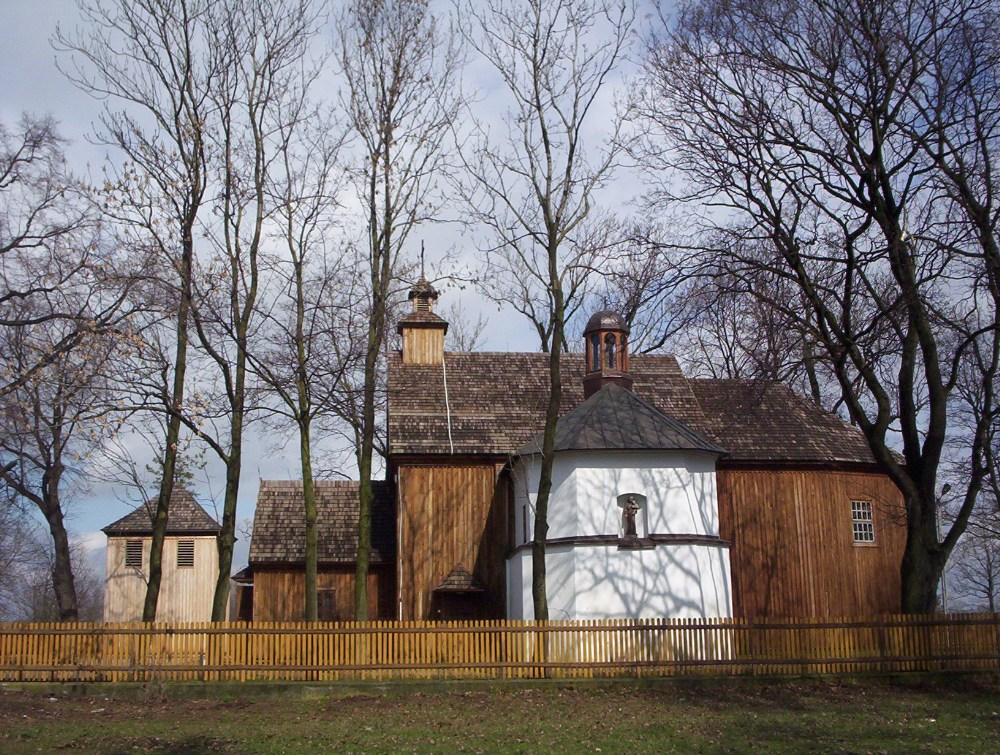
Église du 18e siècle à Izdebno Koscielne